# Joss Favela
José Alberto Inzunza Favela (Guamúchil, Sinaloa; 10 de diciembre de 1990), más conocido como Joss Favela, es un cantante y compositor mexicano. Fue galardonado por dos premios ASCAP, siendo la persona más joven en ganar el premio Compositor del año en 2015, y ha sido nominado a los Grammys Latinos.

## Carrera musical

### 2004-2014: Inicios artísticos
Joss Favela comenzó su carrera de compositor y cantante profesional a los 13 años después de actuar en los programas Código Fama (2004) y La rosa de Guadalupe (2008-2010) de Televisa. Durante estos años lanzó dos álbumes como solista, La Reynalda (canciones de banda) y Andar conmigo (baladas norteñas). 
Se mudó a Monterrey a los 20 años, se convirtió en parte de los colaboradores de 3Ball Mty (con Antonio Hernández y Erick Rincón), y comenzó a trabajar seriamente como compositor de las canciones. Durante la década siguiente, sus canciones fueron grabadas por artistas como Banda los Recoditos, Julión Álvarez, Noel Torres, Larry Hernández, La Arrolladora Banda El Limón, Banda MS y Banda El Recodo, entre otros.

### 2015-2017:Hecho a mano
En 2015 Favela firmó con Sony Music y grabó nuevamente para lanzar su álbum Hecho a mano. En noviembre del mismo año, lanzó su primer sencillo, «Me gusta verte arrepentida». El segundo sencillo, «Cuando fuimos nada», se lanzó a principios de 2016. Más adelante en agosto del mismo año que se realizó el lanzamiento del álbum. En octubre de ese año, Joss Favela lanza el tercer sencillo «No vuelvas a llamarme». En enero de 2017 Favela pasó a formar parte del jurado de Tengo talento, mucho talento, transmitido por Estrella TV en Estados Unidos.

### 2018-presente:Caminando
En 2018 Favela lanzó «Me hubieras dicho», el primer sencillo de su álbum Caminando. El 6 de marzo del mismo año fue reconocido por tercera vez consecutiva como “Compositor del Año” durante la vigésima sexta producción de Premios de la Sociedad Americana de Compositores, Autores y Editores celebrada en la ciudad de Nueva York. A finales de 2018 lanza «Pienso en ti» en colaboración con la cantante Becky G.
El 3 de mayo de 2019 es lanzada «La magia de tus ojos» como cuarto sencillo de Caminando, cuyo estreno fue el 31 de mayo del mismo año.
A fines de abril de 2022, TV Azteca anunció a los nuevos entrenadores de La voz México que incluyó a Joss Favela, Ha*Ash, Yuridia y David Bisbal.

## Filmografía
| Edición                      | Año  | Cadena      |
| ---------------------------- | ---- | ----------- |
| Tengo talento, mucho talento | 2017 | Estrella TV |
| La Voz Kids 4                | 2022 | TV Azteca   |
| La voz México11              | 2022 | TV Azteca   |

## Discografía
Como José Alberto Inzunza
- 2006 La Reynalda
- 2006 Andar contigo

Como Joss Favela
- 2016 Hecho a mano
- 2019 Caminando
- 2021 Llegando al rancho
- 2022 Aclarando la mente
- 2024 Mis compas, vol. 1 (EP)
- 2025 Mis compas, vol. 2 (EP)